# Austfonna

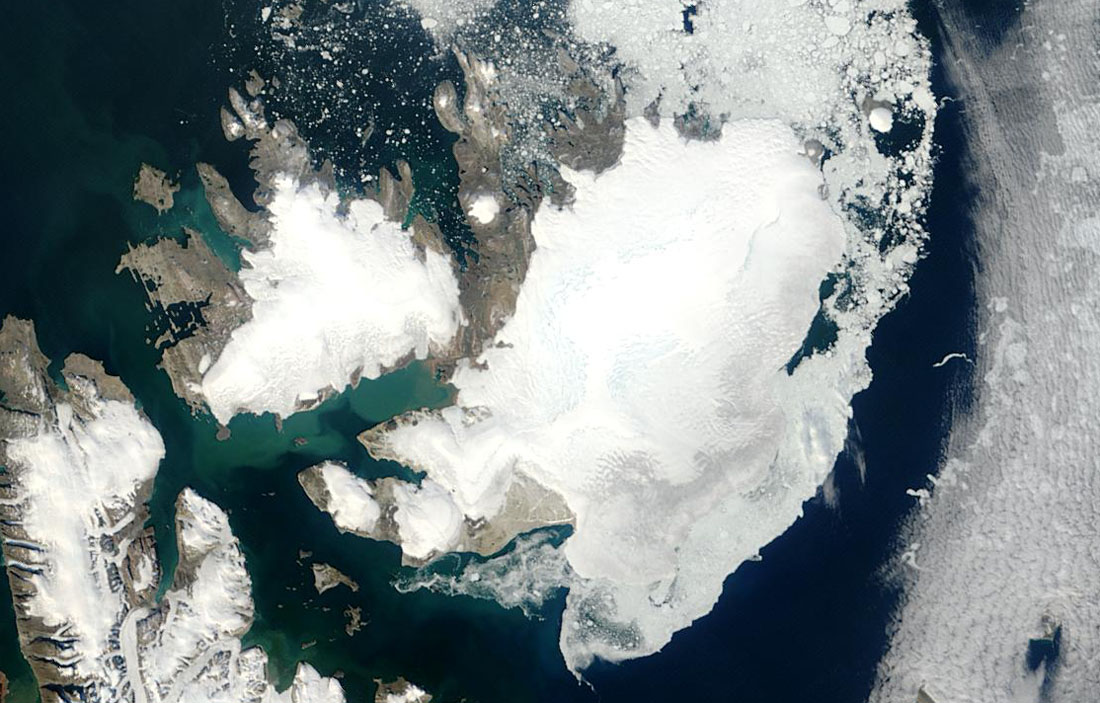
Satellitbild av Austfonna.

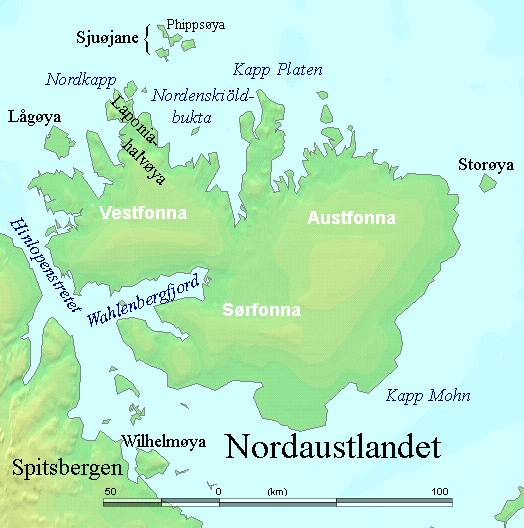
Här ses Austfonna till höger.

Austfonna är en glaciär på östra sidan av ön Nordaustlandet i ögruppen Svalbard i Norge. Tillsammans med Sørfonna bildar den Europas största glaciär, som har en yta på 8120 km² och är 560 meter tjock där den är som tjockast (knappt 300 meter tjock i genomsnitt). Ismängden har dock minskat stadigt sedan man började mäta på 1950-talet.